# Park Narodowy Aberdare
Park Narodowy Aberdare (ang. Aberdare National Park) – park narodowy w środkowo-zachodniej Kenii, mający powierzchnię 766 km², założony w 1950 roku. 
Obejmuje zróżnicowane tereny, od szczytów górskich (Góry Aberdare) do głębokich dolin górskich  z potokami i wodospadami. Na najniżej położonych rozciągają się bagna, lasy bambusowe i tropikalne.

## Fauna
Park zamieszkują, między innymi, następujące gatunki zwierząt: słoń afrykański, bawół afrykański, lampart, dzikacz leśny, ridbok górski, kob śniady, buszbok subsaharyjski, antylopka piżmowa, szakal pręgowany, eland, dujker, gereza, pawian oliwkowy. Rzadziej można zobaczyć złotokota afrykańskiego i bongo leśne (płochliwą antylopę żyjącą w lesie bambusowym).